# Ugali
Ugali (denominado también como sima, sembe, o posho)  es un plato que se extiende a lo largo de Este de África y es considerado un alimento básico de esta zona. Se elabora con harina de maíz  (cornmeal) y es una especie de gacha (o masa) elaborada de ingredientes con gran contenido de almidón. Estos ingredientes molidos suelen ser diferentes dependiendo de la región. El ugali puede ser servido caliente o frío, o estando frío puede ser frito logrando una textura diferente.